# Бюсси д’Амбуаз, Луи де Клермон
Луи де Клермон, сеньор де Бюсси д’Амбуаз (фр. Louis de Clermont, seigneur de Bussy d'Amboise; 1549—19 августа 1579) — французский дворянин (часто его называют графом, что не соответствует действительности). Прославился многочисленными дуэлями и любовными похождениями. Поэт. Стал одним из главных героев в романе Дюма-отца «Графиня де Монсоро» и созданной на его основе одноимённой пьесе, причём его литературный образ существенно отличается от реального исторического персонажа. Появляется в нескольких других менее известных литературных произведениях. Историю Бюсси Дюма использовал в своей ранней пьесе «Двор Генриха III».

## Родословная
Луи де Клермон принадлежал к одной из ветвей старого, знатного рода Клермон-Галлеранд, семейству баронов де Бюсси. Его прадедом был вице-адмирал Франции Рене де Клермон и Галлеранд. Сын предыдущего, майордом Франциска I Луи де Клермон, женился на девице Рене д’Амбуаз, старшей дочери Жана д’Амбуаза, сеньора де Бюсси, барона де Борд и де Ренель, сына Пьера д’Амбуаза. Их старшим сыном был Жак (1525—1587), унаследовавший от своего дяди Жоржа д’Амбуаза архиепископа Руанского титулы и гербы барона де Бюсси и де Саксфонтен. Жак де Клермон был первым, кто соединил имена обоих знатных родов — де Клермон и д’Амбуаз.
Жак де Клермон, барон де Бюсси д’Амбуаз женился на девице Катрин де Бово, дочери Рене де Бово, сеньора де Маневилль. Луи де Клермон, сеньор де Бюсси д’Амбуаз был их старшим сыном и четвёртым ребёнком в семье: у него было три старшие сестры, два младших брата и единокровная сестра от второго брака отца с Жанной де Ромекур.
Сёстры:
- Рене (?—1595) — в 1579 году вышла замуж за Жана де Монлюка, сеньора де Баланьи, впоследствии принца де Камбре (с 1593 года) и маршала Франции (с 1594 года);
- Маргарита — 6 апреля 1583 года вышла замуж за барона Оливье де Шастелля, виконта д’Аваллон;
- Франсуаза;
- Рене (единокровная) — вышла замуж за Жана де Лафонтена д’Оно, барона де Мюссиньян.

Братья:
- Юбер (?—1577) — погиб при осаде Исуара (Шестая гугенотская война);
- Жорж (?—1586) — сеньор де Маневилль, гугенот, женился на Лукреции де Кастель-Сен-Назар.

## Биография
Прожил довольно бурную жизнь: как офицер участвовал во многих военных кампаниях своего времени, затем был губернатором Шалона, шамбелланом герцога Алансонского, а позже — главным управляющим всех его владений.
Был неплохим поэтом, писал любовные стихи, в которых рассуждал о возвышенных чувствах и необходимости соблюдения тайны любовных отношений. Однако в реальной жизни он сам же и нарушал свой совет и постоянно хвастался своими любовными победами, чем скомпрометировал нескольких дам. Был известен как скандалист и завзятый бретёр, для которого «повод для вызова мог уместиться на лапке мухи». Имел репутацию жестокого и беспощадного противника. Друзей у него было очень мало, недоброжелателей — гораздо больше.
В 1572 году, во время Варфоломеевской ночи, во главе вооружённого отряда руководил убийством своего родственника — гугенота Антуана де Клермона, маркиза де Ренель (двоюродного брата отца), с которым его отец вёл тяжбу из-за маркизата. После убийства дело в суде разрешилось в пользу Бюсси д’Амбуазов, но по условиям Эдикта в Болье 1576 года («Рaix de Monsieur») титул маркиза де Ренель был возвращён семье убитого. Также Бюсси обвиняют, что во время Варфоломеевской ночи под его руководством было убито ещё шесть его родственников, в том числе гугенот Арман де Клермон, барон де Пиль. Но эти обвинения не имеют документального подтверждения: барон де Пиль был убит швейцарскими гвардейцами во дворе Лувра, Бюсси среди участников убийства не упоминается.
В 1573 году сопровождал герцога Анжуйского (с 1574 года — короля Франции Генриха III) в Польшу, королём которой тот был избран. За время путешествия и нахождения в Польше его необузданное поведение несколько раз становилось причиной скандалов с местными жителями: в одном из немецких городов Бюсси пытался изнасиловать хозяйку гостиницы — скандал с трудом замяли.
По возвращении из Польши стал любовником королевы Маргариты Наваррской, по протекции которой поступил на службу к младшему брату короля, Франсуа-Эркюлю де Валуа, герцогу Алансонскому (с 1576 года — Анжуйскому), фаворитом которого вскоре стал. При полном одобрении Франсуа и Маргариты активно затевал ссоры с людьми Генриха, нередко приводившие к вооружённым столкновениям, в том числе массовым.
Назначенный в 1576 году губернатором Анжу, разорял провинцию поборами.
В 1578 году сопровождал герцога Анжуйского в его походе в Нидерланды, одним из наиболее активных инициаторов которого был. Как полководец проявил себя не лучшим образом: при нём во французском лагере в Нидерландах царил беспорядок, кроме того, сам Бюсси вызвал на поединок виконта де Тюренна — отца знаменитого французского полководца, штандарт которого ему не понравился.
В письме в Париж Бюсси похвастался очередной любовной победой над Франсуазой де Меридор — женой графа Шарля де Монсоро, главного ловчего французского короля. Письмо попало к герцогу Анжуйскому, от него — к королю. Тот, в свою очередь, показал письмо де Монсоро, который вынудил жену отправить любовнику приглашение.
Пришедший на свидание Бюсси попал в ловушку. Упорно сражаясь за свою жизнь, он отбил атаку десятка слуг графа, набросившихся на него, когда закрылись ворота, убив четырёх из них, сломал шпагу и бросился к окну. Там он и пал от кинжала появившегося из-за угла мужа Франсуазы, графа де Монсоро.
Господин де Монсоро не скрывал своей роли в гибели Бюсси, открыто заявляя, что убил вора, проникнувшего ночью в его замок. Поступок графа де Монсоро вызвал в аристократическом обществе не осуждение, а лишь одобрение. Родственники Бюсси, в том числе младший брат Жорж де Маневилль, не пожелали мстить за него.

## Художественные образы
В литературе
- Пьер де Бурдейль, сеньор де Брантом. Галантные дамы.
- Пьер Шевалье. Генрих III.
- Джордж Чапмен. Бюсси д’Амбуаз: трагедия. (1607). На русский язык полностью не переведена.
- Александр Дюма. роман "Графиня де Монсоро", пьеса с таким же названием.
- Кондратий Биркин. Временщики и фаворитки XVI, XVII и XVIII столетий. Книга I.
- Мария Голикова. Маргарита.

Наиболее известно литературное воплощение образа Бюсси в романе «Графиня де Монсоро» Дюма. В этом романе де Бюсси сильно «облагорожен», он описан как образец дворянина своего времени, «рыцарь без страха и упрёка», крайне щепетильный в вопросах чести, сильный, умный, независимый, до конца верный своему слову и своим друзьям. Учитывая вышеописанные эпизоды его биографии, истинный облик Бюсси был гораздо менее привлекателен. В романе Бюсси назван графом, возможно из-за этого реальному Бюсси ошибочно приписывают графский титул.
Дюма-отец использовал историю Бюсси в своей ранней пьесе «Двор Генриха III» (1829), где тот стал отчасти прототипом Сен-Мегрена. 
В кино
- Графиня де Монсоро (1913, Франция)[фр.] — Анри Боск (Henri Bosc)
- Графиня де Монсоро (1923, Франция)[фр.] — Ролла Норман (Rolla Norman)
- Графиня де Монсоро (1971, Франция) — Николя Сильбер (Nicolas Silberg)
- Галантные дамы (1990, Франция) — Франсуа-Эрик Жандрон (François-Eric Gendron)
- Королева Марго (1996, Россия) и Графиня де Монсоро (1997, Россия) — Александр Домогаров
- Графиня де Монсоро (2008, Франция)[фр.] — Тома Жуанне (Thomas Jouannet)

### Комментарии
1. ↑  "...однажды к господину де Бюсси, явившемуся в королевские покои, чтобы присутствовать при первом утреннем появлении государя перед придворными, обратился некий дворянин (какового не стану называть по имени, чтобы не опорочить одну особу, о коей пойдет речь далее); он сказал: «У вас нынче, Бюсси, какой-то сонный вид; по вашему лицу видать, что вы эту ночь провели с дамой». В ответ он услышал: «Может статься, вы не ошиблись, а ежели бы вы сказали, что то была одна из ваших родственниц, то догадка ваша оказалась бы как нельзя более точной»... При всем том достоинство их дам оказалось под угрозой, ибо нетрудно было догадаться, о ком здесь шла речь." Брантом. Галантные дамы.
2. ↑  "Город купцов, артистов и печатников, управляемый, как и все городские республики Империи, Сенатом, Франкфурт приютил многих беглецов из Нидерландов, большая часть которых была валлонцами. Когда Генрих въезжал в город, некоторые из них выкрикивали обидные и откровенные слова. Д’Антраг пустил на них лошадь и чуть не спровоцировал народное возмущение. Король сделал ему выговор и оставил рядом с собой, поскольку того требовала осторожность. Доказательством тому послужило неприятное приключение Бюсси д’Амбуаза, который едва начинал свою богатую почти всегда трагическими событиями карьеру. Он с опозданием ехал за королевским кортежем и 17 декабря 1573 года вместе со своими спутниками прибыл в небольшой городок Спрендлинген, что в 10 километрах к югу от Франкфурта. По словам Ля Гюгери, увидев аппетитную хозяйку гостиницы, в которой он остановился, он захотел «поиграть» с ней. Тут же весь городок бросился за ним, и он был бы убит на месте, если бы не офицер графа д’Исамбург, правителя местности, который отвёл резвого француза в тюрьму. Взволнованный судьбой фаворита своего брата Франциска, Генрих поспешил к Ля Гюгери, секретарю Людовика де Нассо, своего официального представителя во время путешествия через территорию Империи. Тот попросил своего господина обратиться к графу д’Исамбург, и он выпустил Бюсси на свободу. Генрих рассказывает о случившемся герцогу Алансонскому в письме от 23 декабря: «Вы уже слышали о Бюсси и о том что с ним произошло. Слава Богу, он спасён и вместе с нами, избежав большой неприятности»." Пьер Шевалье. Генрих III.
3. ↑  "Разногласия между командирами и подчинёнными вспыхивали по самым разным поводам. Так, с подходом солдат Тюренна, Бюсси, недавно назначенный «полковником» Монсеньора, вышел из себя, увидев пехоту гугенотов под командованием виконта де Лаведана, несущего флаг белого цвета, который был так же и цветом флага полка Бюсси. Последний полагал, что он один может претендовать на белый флаг. Дело дошло даже до рукопашной между солдатами Тюренна и Бюсси. А сам Бюсси собирался пойти и вырвать флаг у знаменосца гугенотов. Уведомленный, Монсеньор поспешил умерить пыл своего фаворита. Ссора между Тюренном и Бюсси ещё не была решена (ни один не хотел уступать), когда пришёл «Мир Монсеньора»." Пьер Шевалье. Генрих III.